# Île aux Roses
Pour les articles homonymes, voir Rose.
L'île aux Roses (Roseninsel en allemand) est une île de 2,5 hectares du lac de Starnberg, sur la commune de Feldafing, à 30 km au sud-ouest de Munich, en Bavière, en Allemagne. Ancienne propriété des rois de Bavière de la route du Roi-Louis, l’ile aux Roses est un haut lieu de tourisme bavarois, classée aux monuments historiques allemand (D-1-88-118-44), et ses vestiges de cité lacustre néolithique sont classés au Patrimoine mondial de l'Humanité.

## Géographie
L’ile se situe dans la baie de Feldafing, à 170 m de la rive ouest du lac de Starnberg (plus grand lac de Bavière après le lac de Constance), proche de l'abbaye d'Andechs du XVe siècle, et du château de Possenhofen du XVIe siècle.

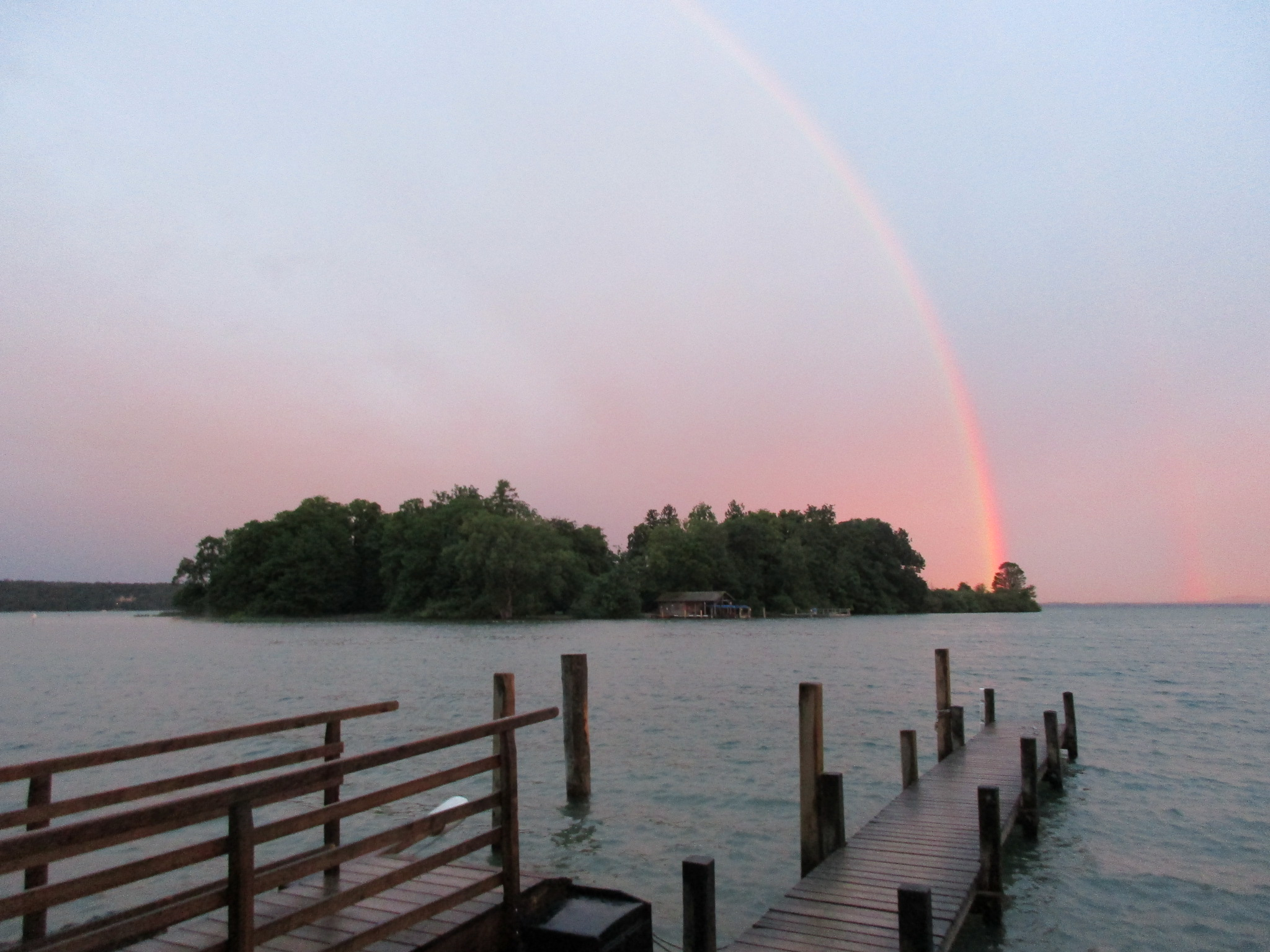
Embarcadère.
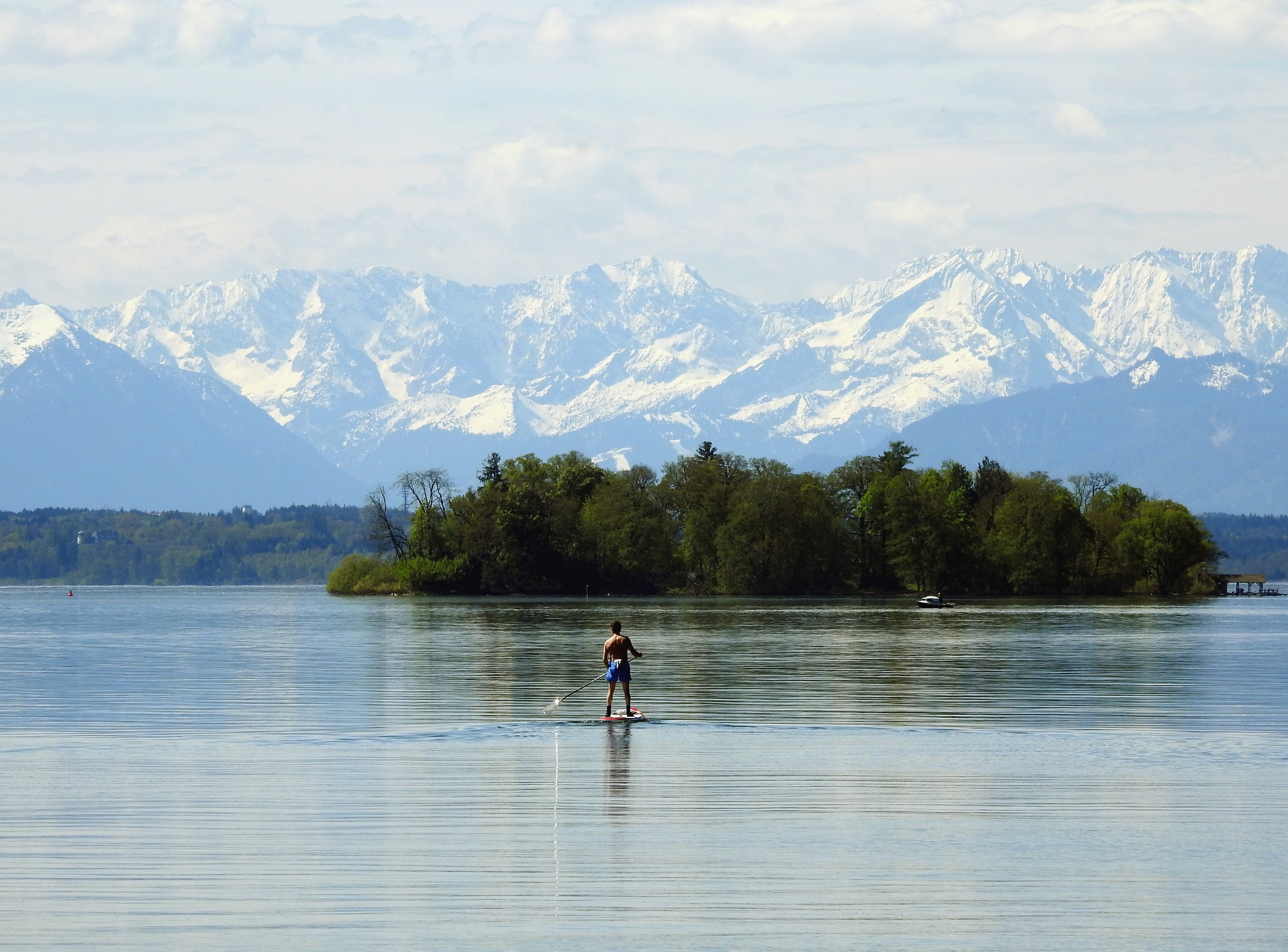
Alpes bavaroises.
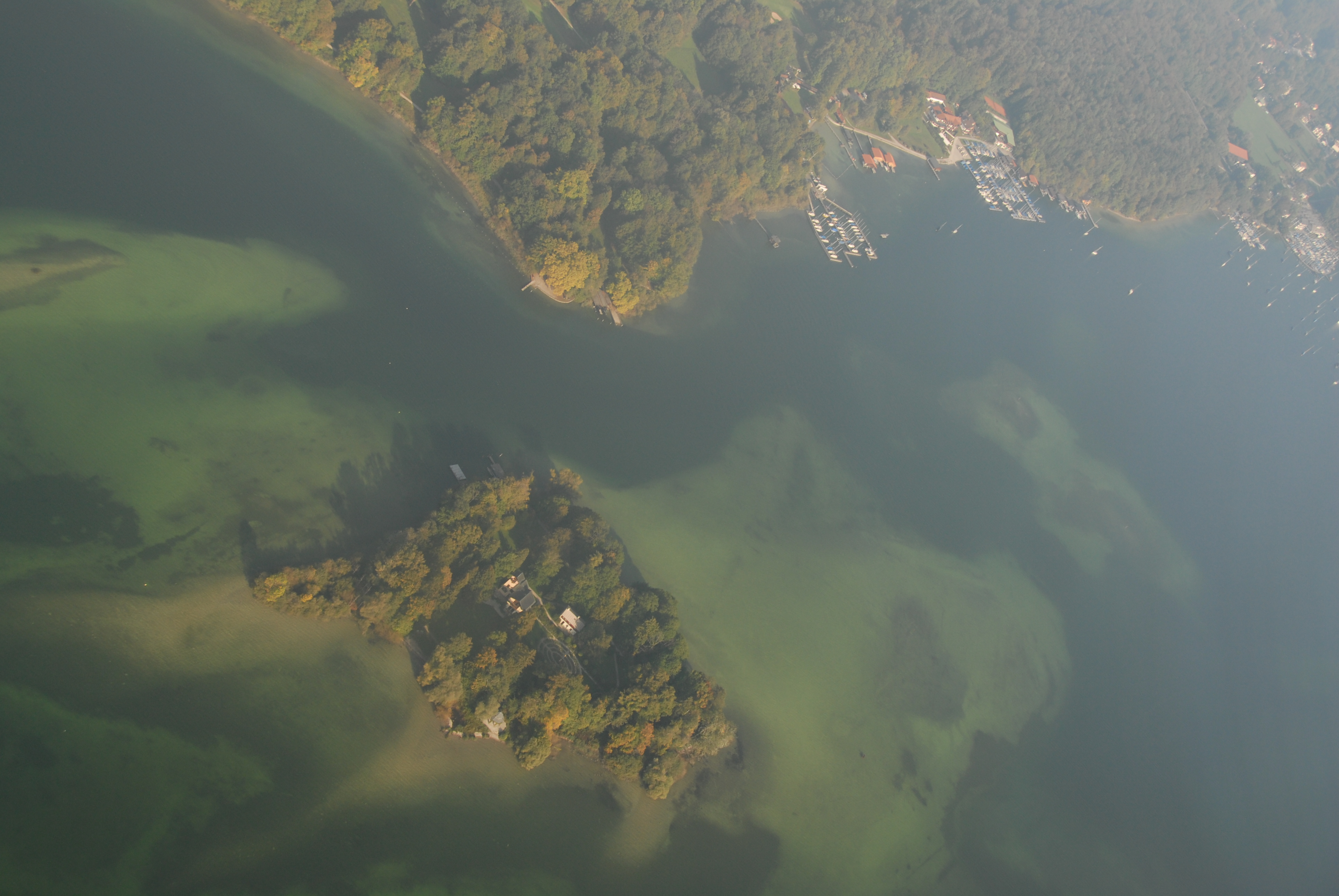
Vue aérienne.

Sa taille s'agrandit géologiquement avec le temps : 1,3 hectare au début du XIXe siècle, 1,7 hectare en 1850, et 2,5 hectares à ce jour (liste des îles d'Allemagne).

## Histoire

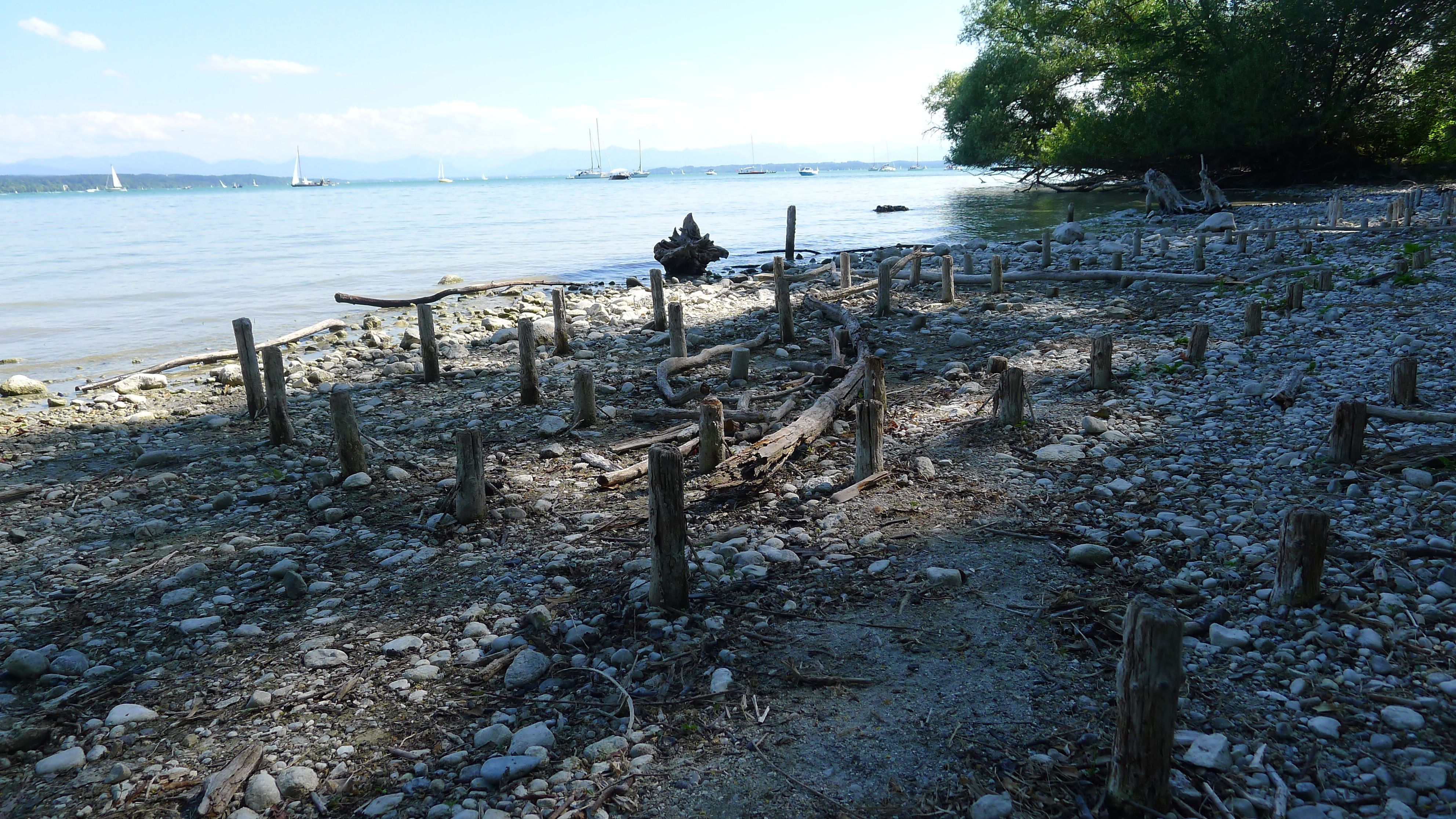
Vestiges de cité lacustre du Néolithique, classés au Patrimoine mondial de l'Humanité

### Préhistoire
Les plus anciennes traces humaines connues sur l’île sont :
- des vestiges d'une cité lacustre du Néolithique (5800 à 5700 av. J.-C.), classés au Patrimoine mondial de l'Humanité avec 111 sites palafittiques préhistoriques autour des Alpes
- des vestiges du début de l'Âge du bronze, avec la culture des champs d'urnes, où l’ile est reconnue comme lieu de culte celtique (1700 à 1000 av. J.-C. en Germanie).

### Rois de Bavière
En 1850, le roi Maximilien II de Bavière et son épouse la princesse Marie de Prusse achètent l’ile en face de leurs château de Berg et château d'Allmannshausen pour un projet de casino non réalisé. Ils s'y font alors construire une résidence royale de villégiature d'été, de style pompéien (baptisé Casino pompéien-Bavière) avec parc arboré, jardin à l'anglaise, jardin à la française post-romantique allemand, et roseraie ovale de centaines de grands rosiers parfumés qui donnent son nom à l'ile (réalisés par le paysagiste Peter Joseph Lenné). Une colonne en verre bleu et blanc avec une statue d'une jeune fille au perroquet trône au centre du jardin (un des trois exemplaires offerts en cadeau par leur cousin le roi Frédéric-Guillaume IV de Prusse). 

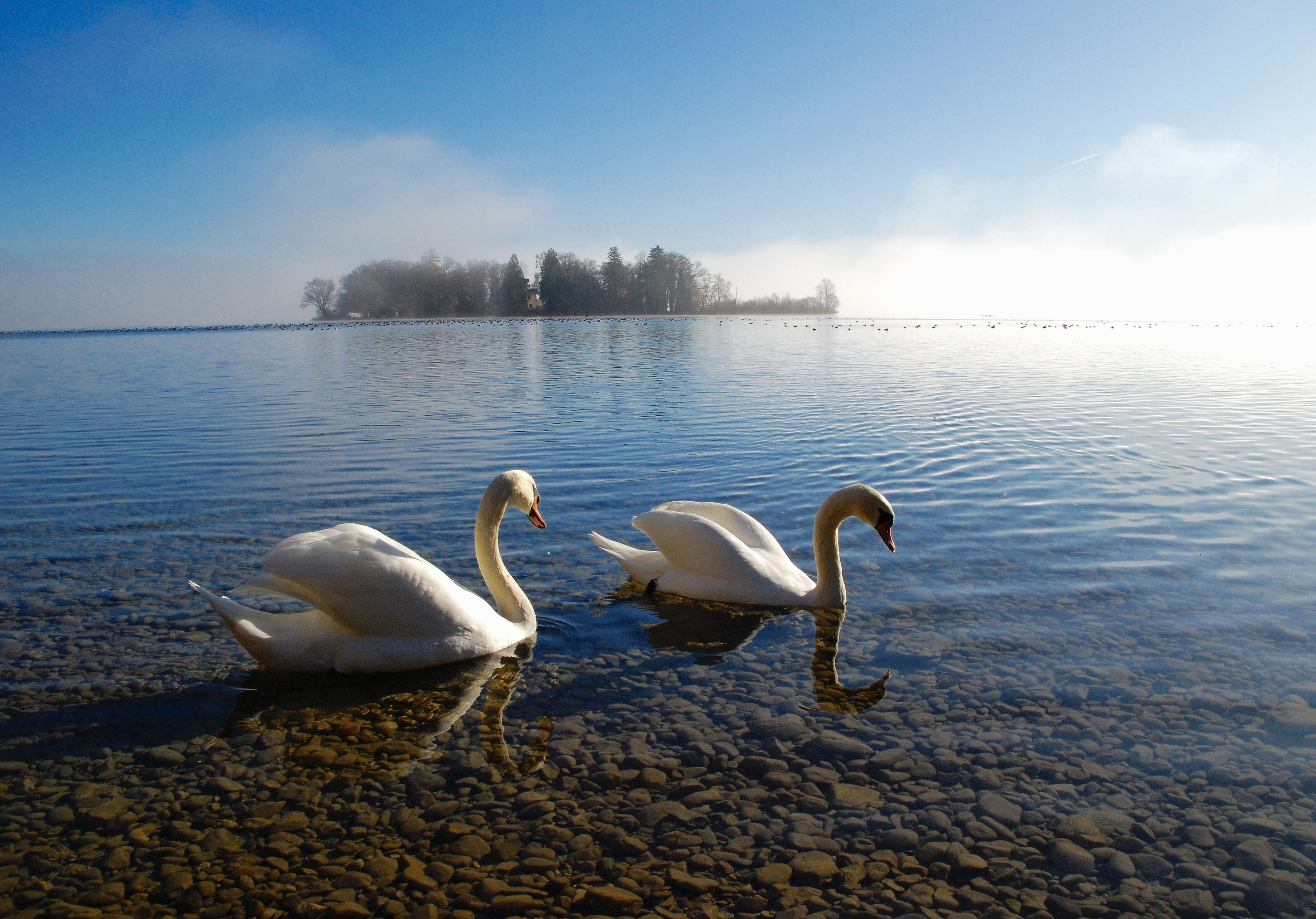
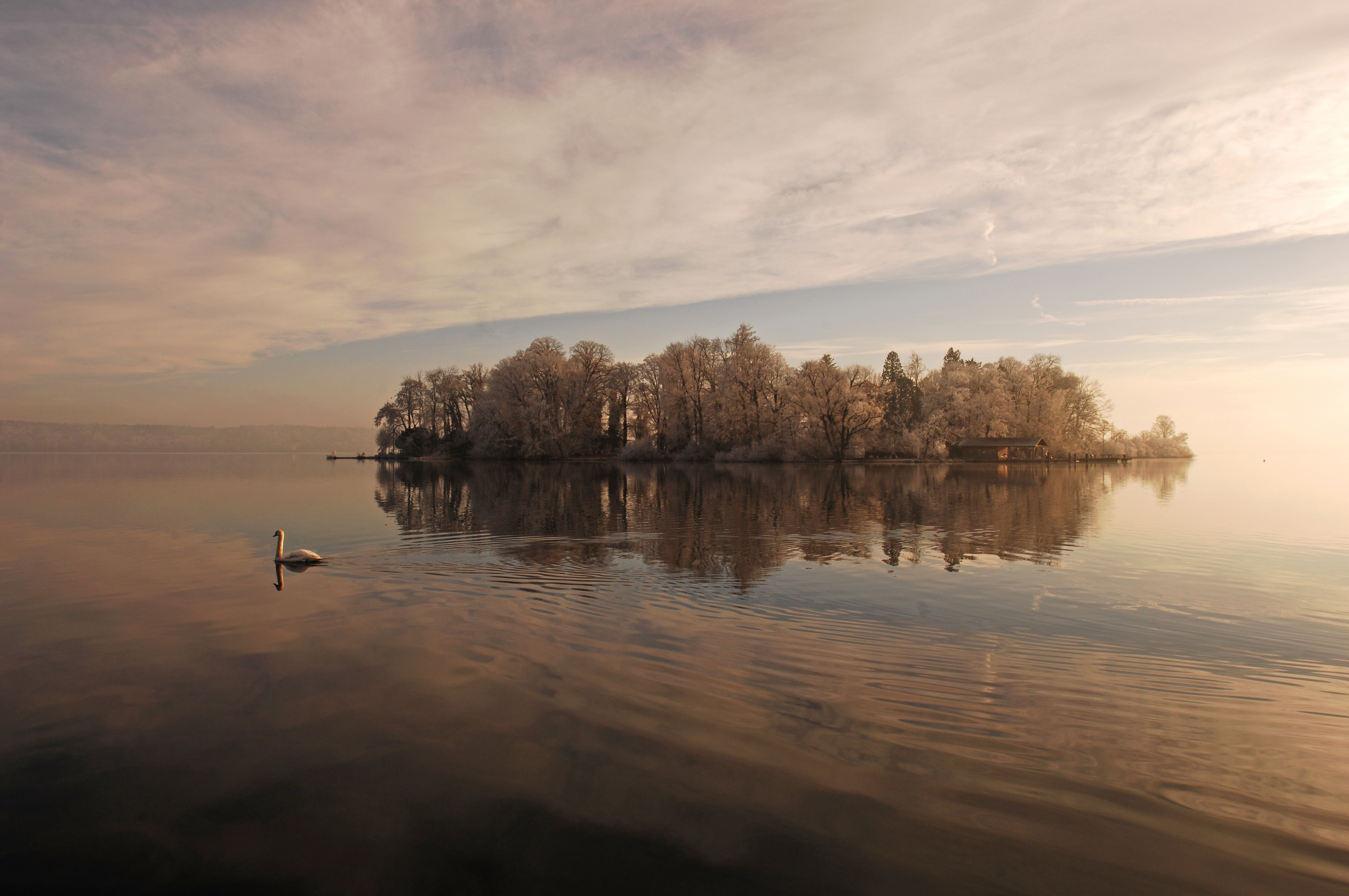
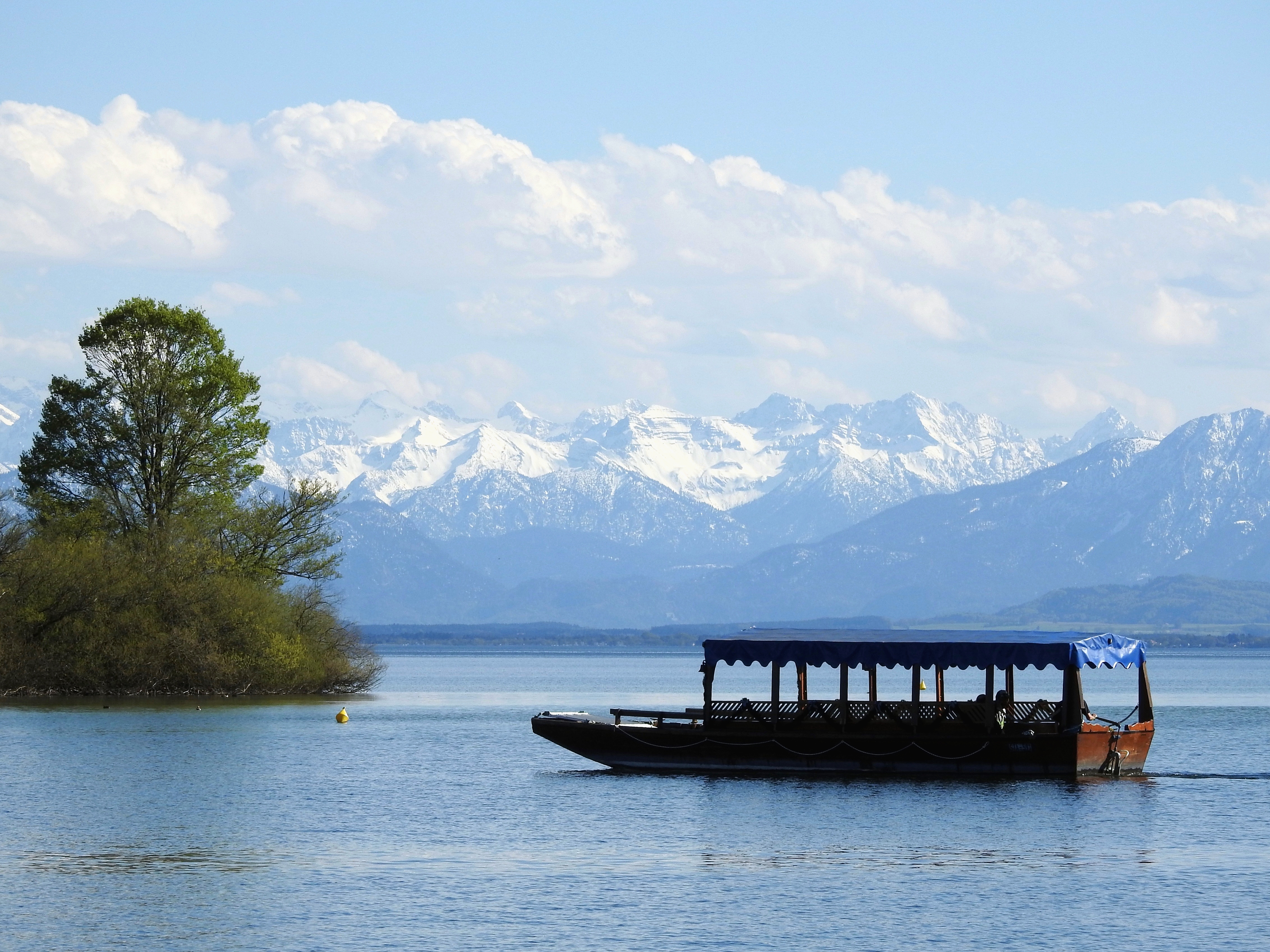
Barque de traversée.
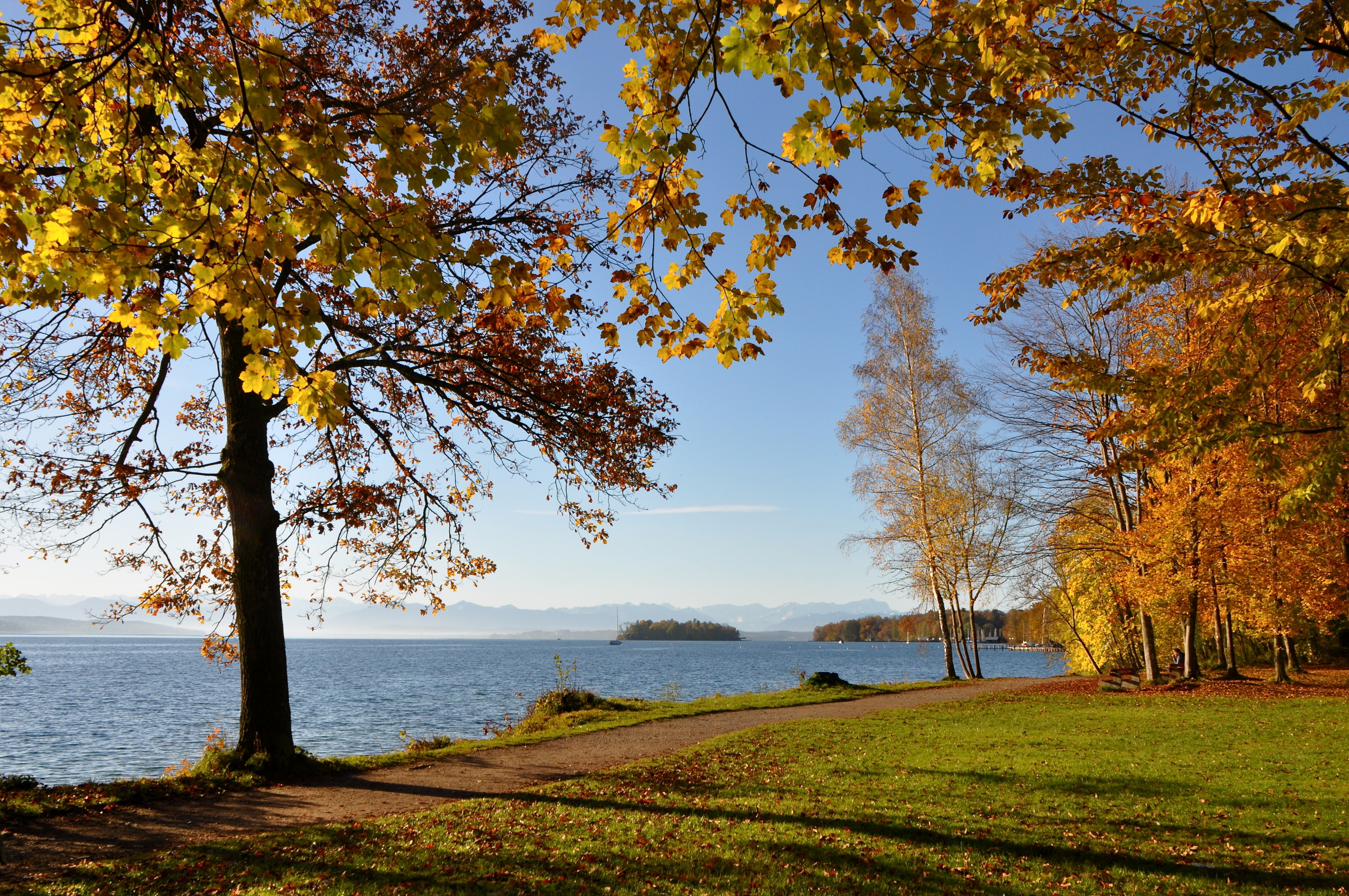
Vue depuis le parc du château de Possenhofen voisin (château de Sissi).
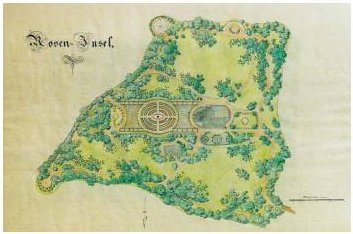
Plan des jardins du paysagiste Peter Joseph Lenné en 1850.

Le roi Louis II de Bavière (1845-1886) (fils héritier du précédent) est particulièrement attaché à cette ile, sur la route du Roi-Louis, ou il se rend en bateau à vapeur ou en train royal, et qu'il améliore et embellit tout au long de sa vie. Il y reçoit des chefs d'État et des invités de prestige, dont son ami proche le prince Paul von Thurn und Taxis, le compositeur Richard Wagner (dont il est ami et mécène), la grande duchesse de Saxe-Cobourg et Gotha née Maria Alexandrovna de Russie, et le grand amour de sa vie, sa cousine Sissi (Élisabeth d'Autriche, duchesse de Bavière et impératrice d’Autriche, qui passe les étés de son enfance au château de Possenhofen voisin, et de nombreux séjours durant sa vie, habituée de ce lieu romantique où elle et son cousin Louis II aiment se retrouver).

Résidence Casino pompéien-Bavière des rois de Bavière
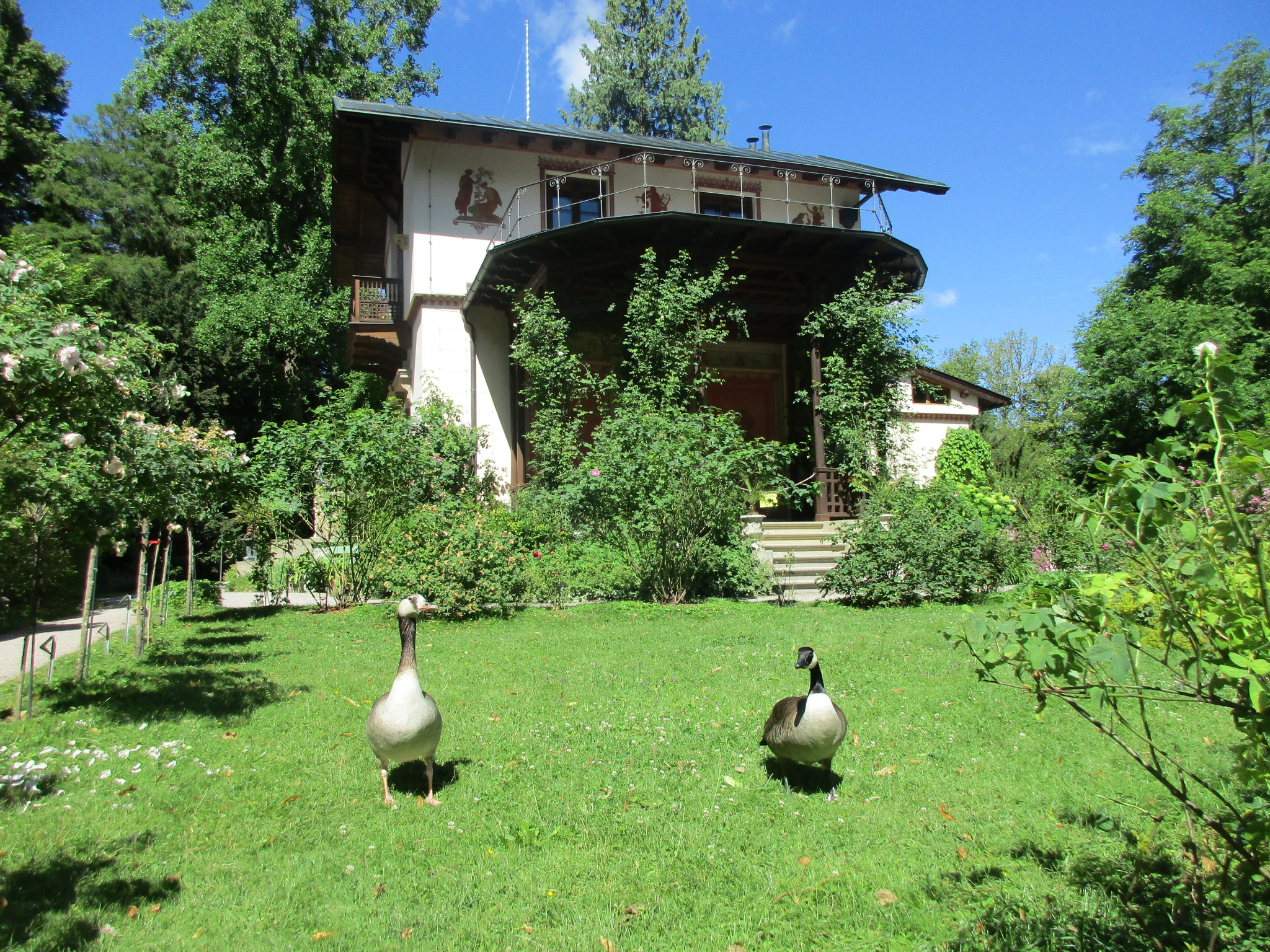
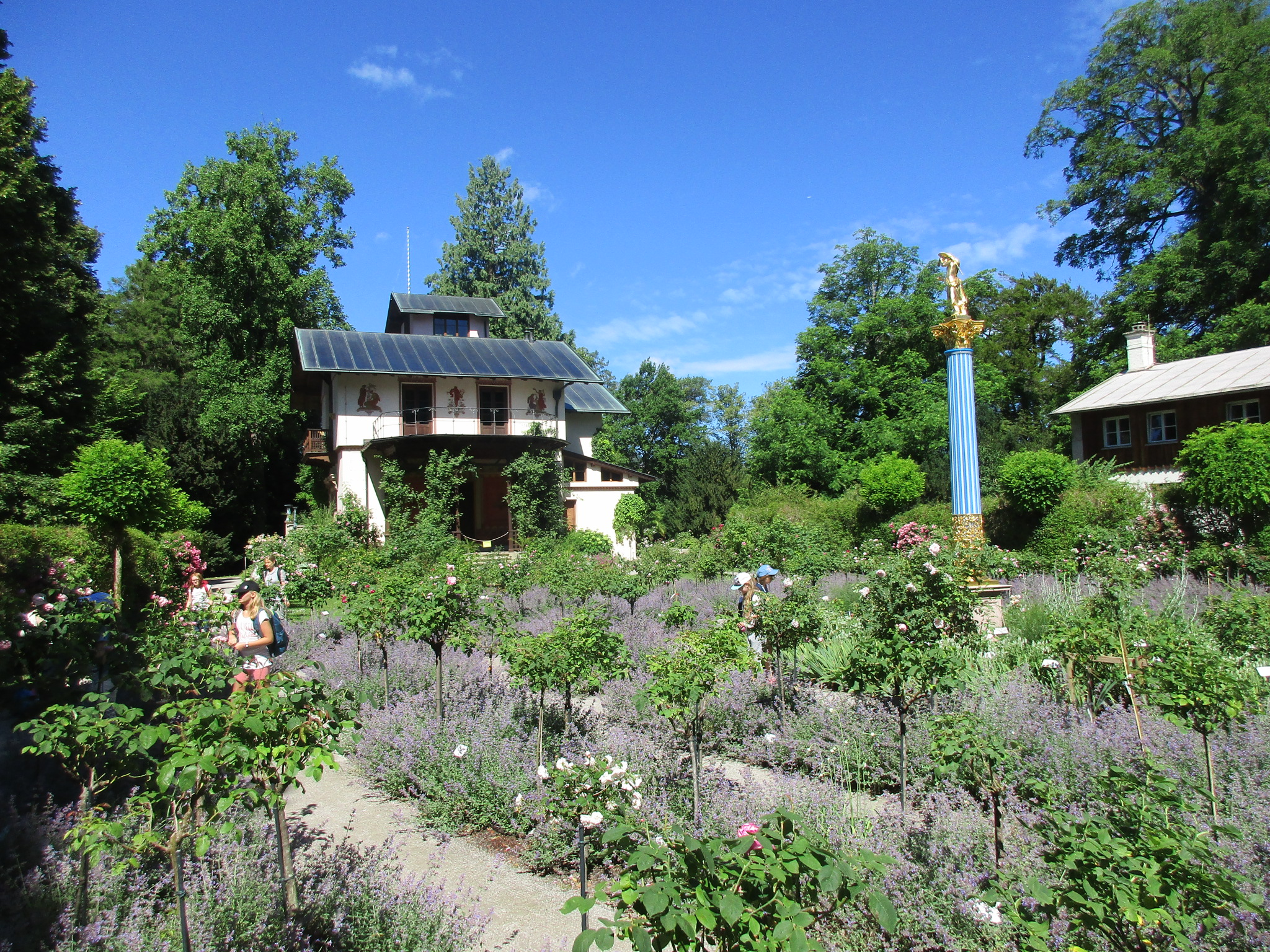
Roseraie.
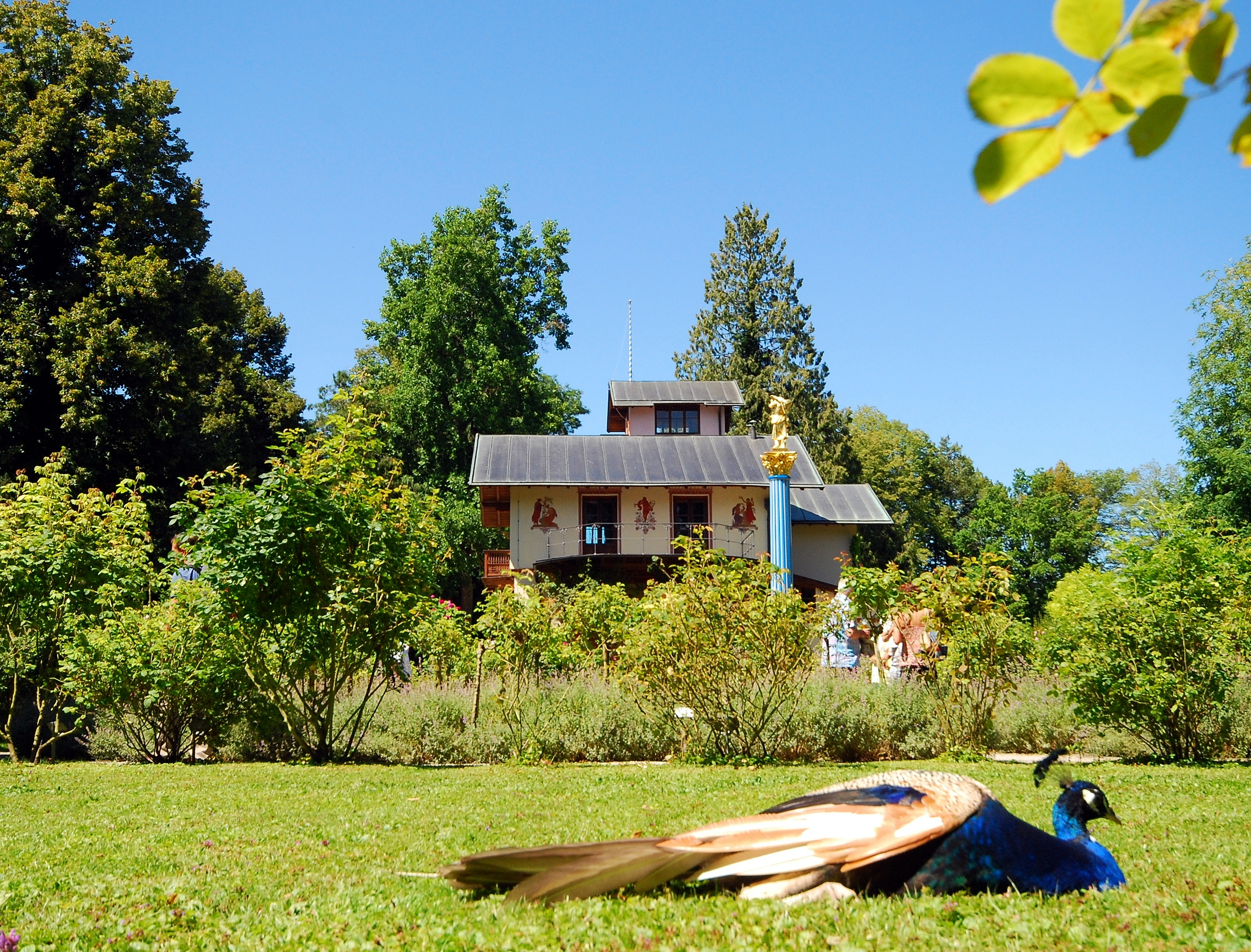
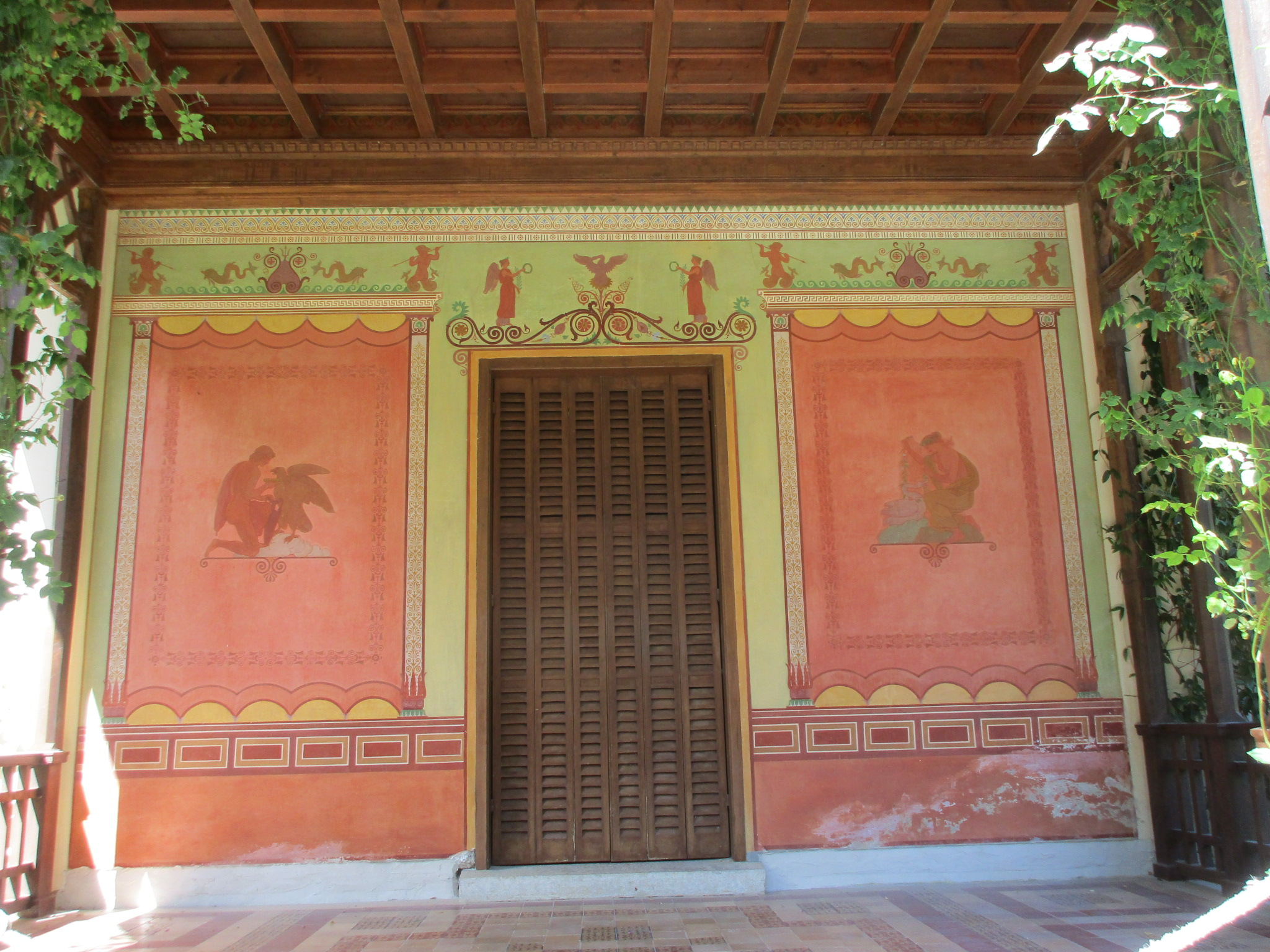
Fresques pompéienne.
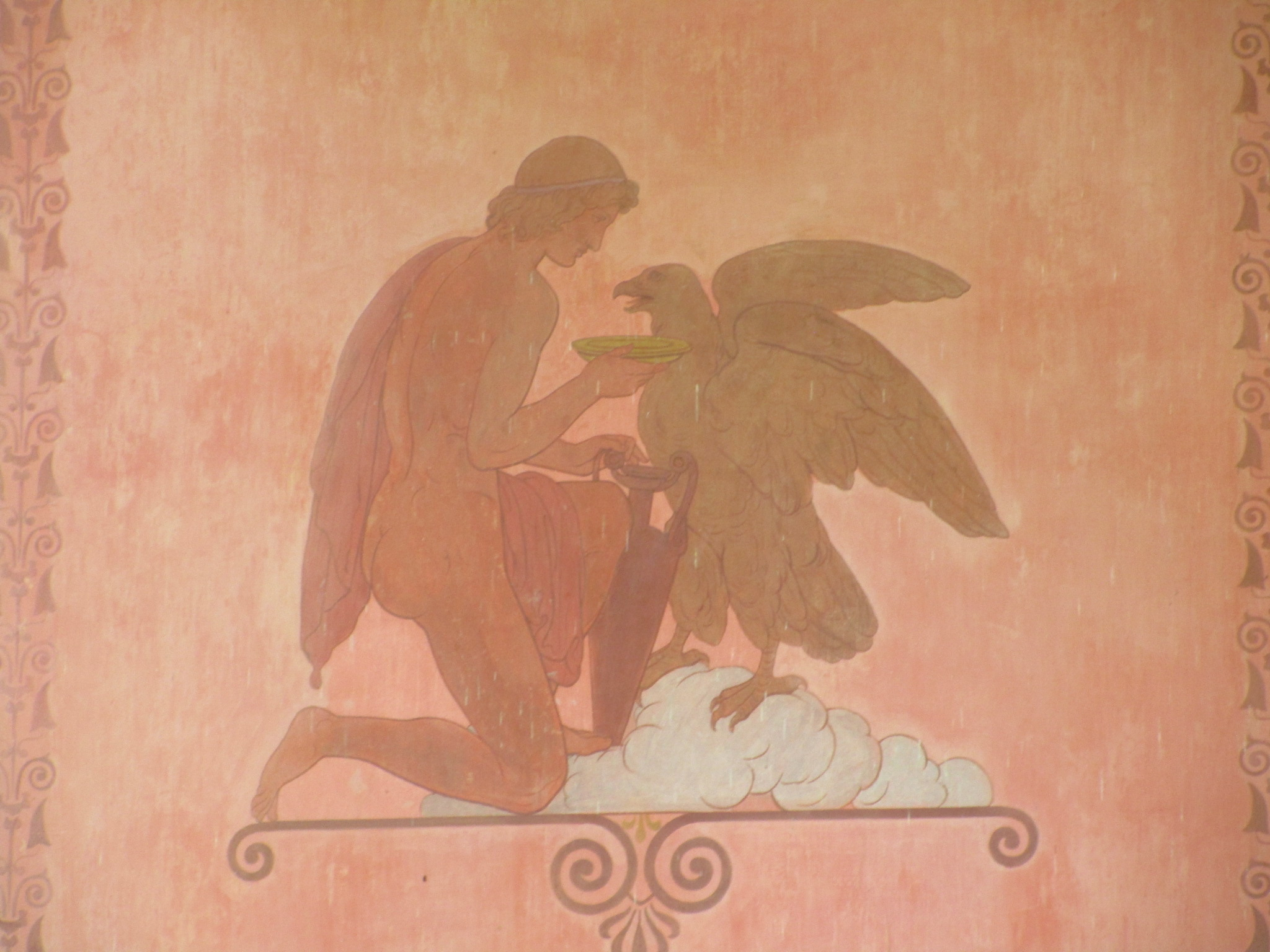
Zeus / Jupiter en aigle, nourri à l'ambroisie.
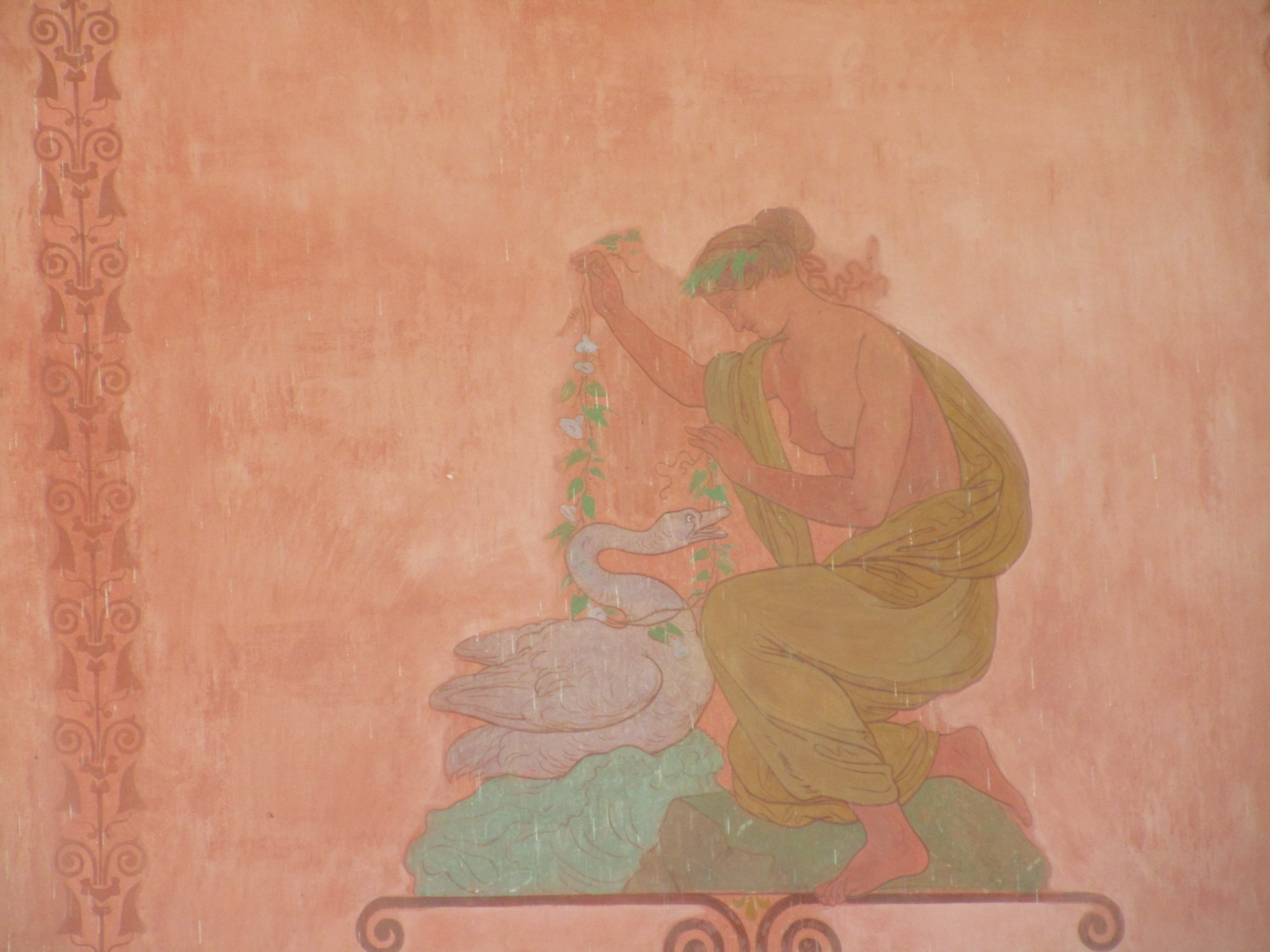
Zeus / Jupiter en cygne, et Léda (Léda et le Cygne).

En 1972, le réalisateur Luchino Visconti y tourne son film Ludwig ou le Crépuscule des dieux, en référence au destin du roi Louis II de Bavière  (de l'Empire allemand fondé à la suite de la victoire allemande de la Guerre franco-allemande de 1870), et à l'opéra Le Crépuscule des dieux de Richard Wagner, avec Romy Schneider dans le rôle de Sissi, Helmut Berger dans celui du roi Louis II de Bavière, et Trevor Howard dans celui de Richard Wagner (musique de Robert Schumann et Richard Wagner avec les opéras Lohengrin, Tristan und Isolde, Tannhäuser). 

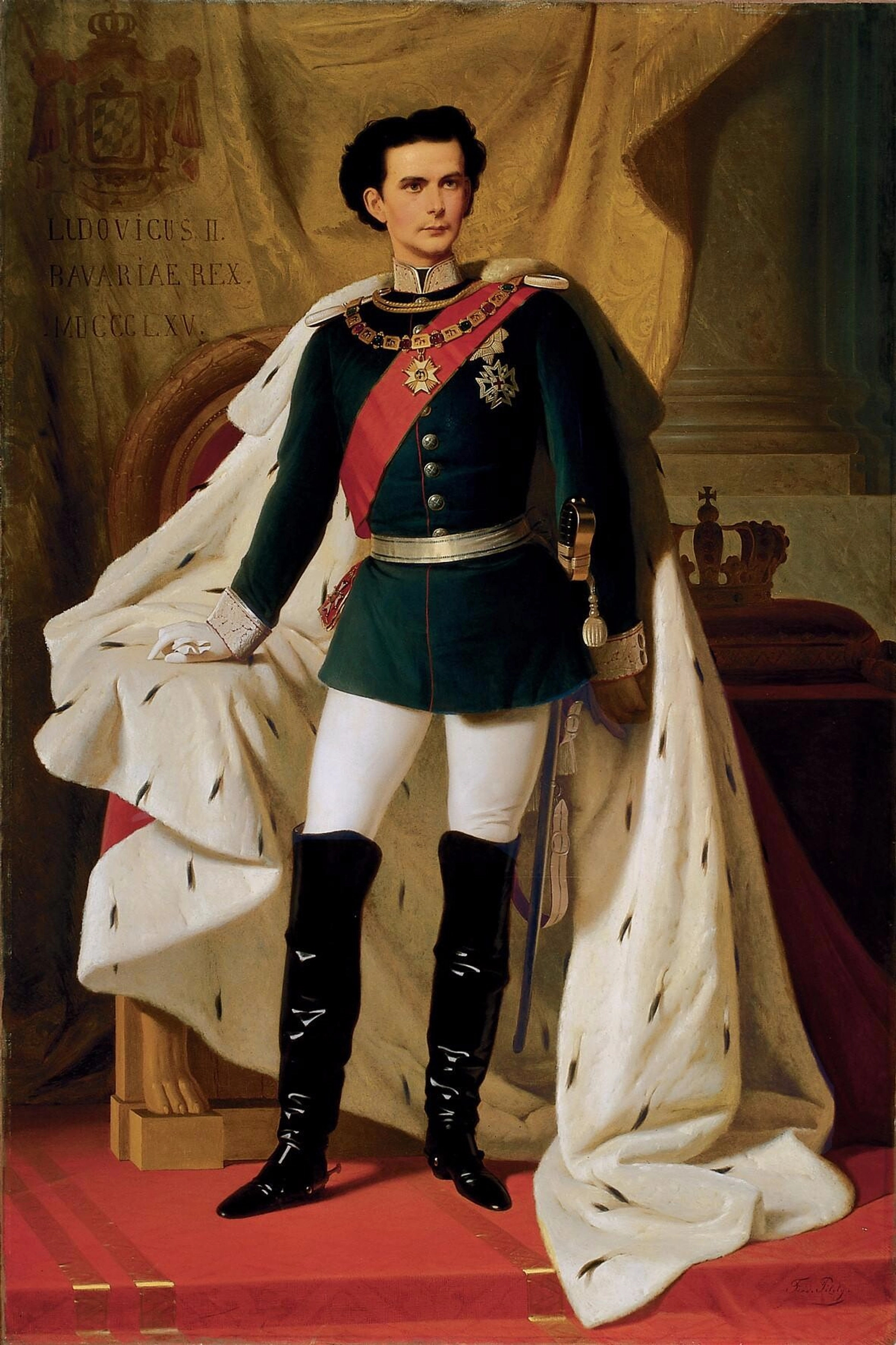
Louis II de Bavière, 1865.
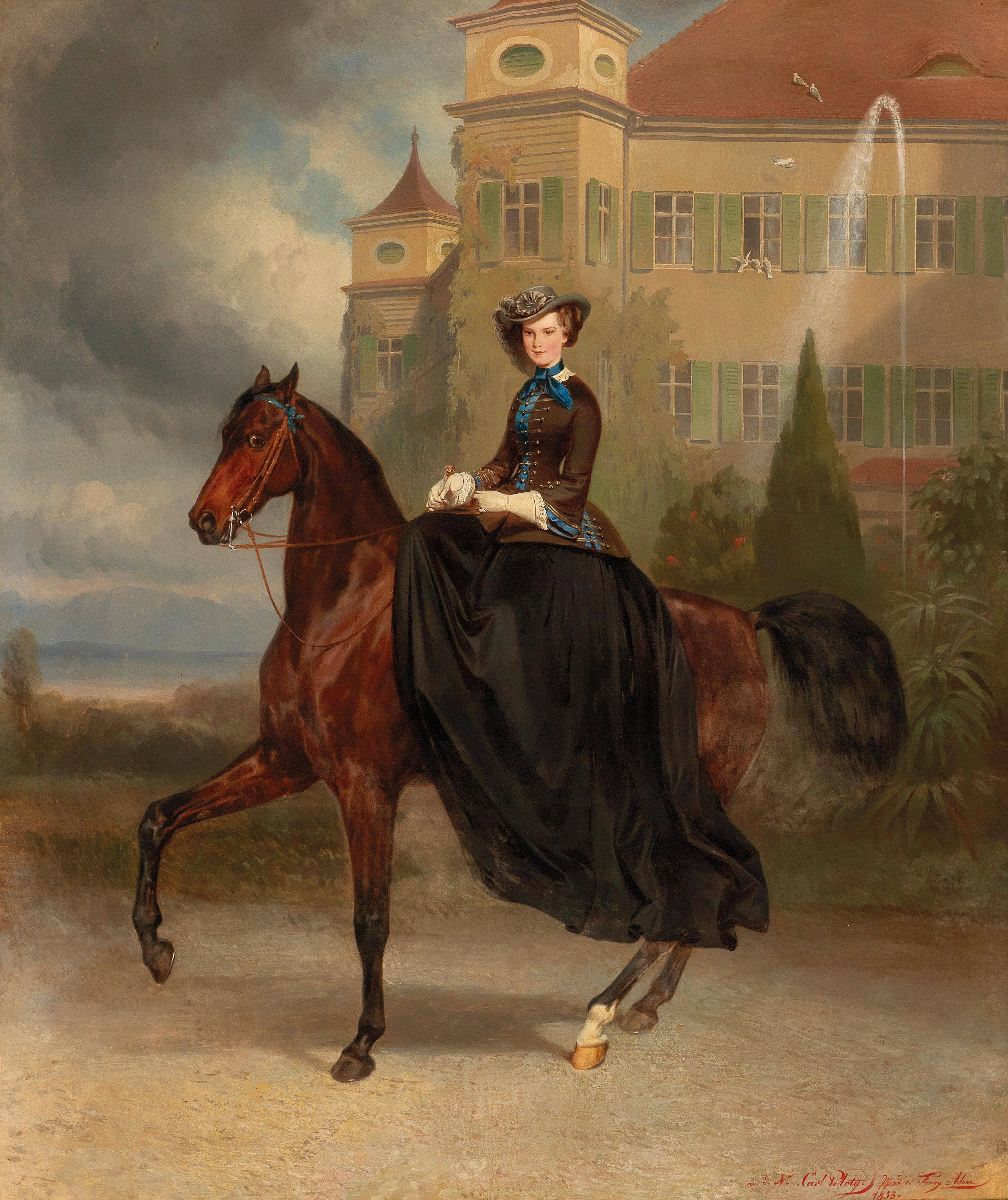
Sissi au château de Possenhofen voisin, 1853.
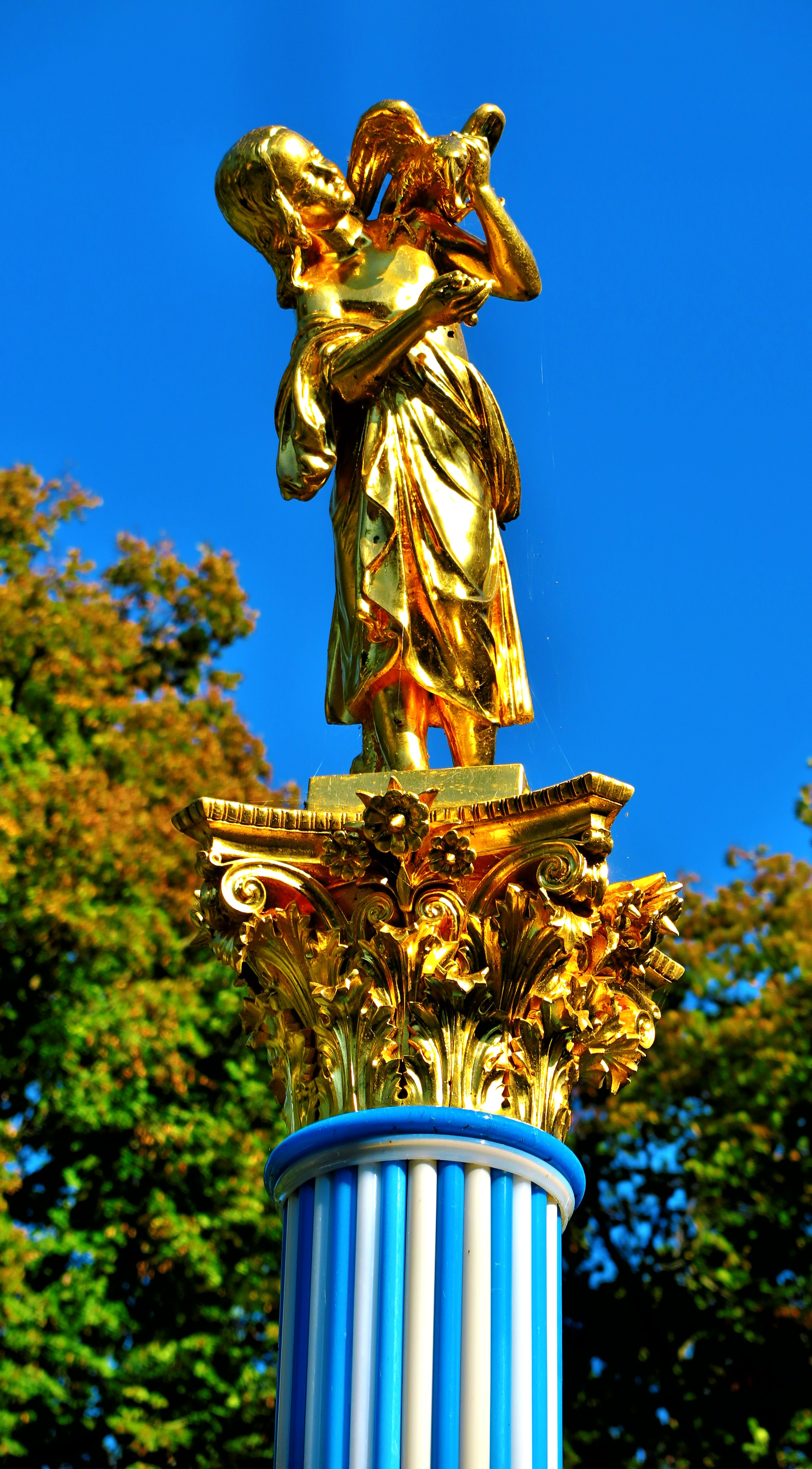
Jeune fille au perroquet .
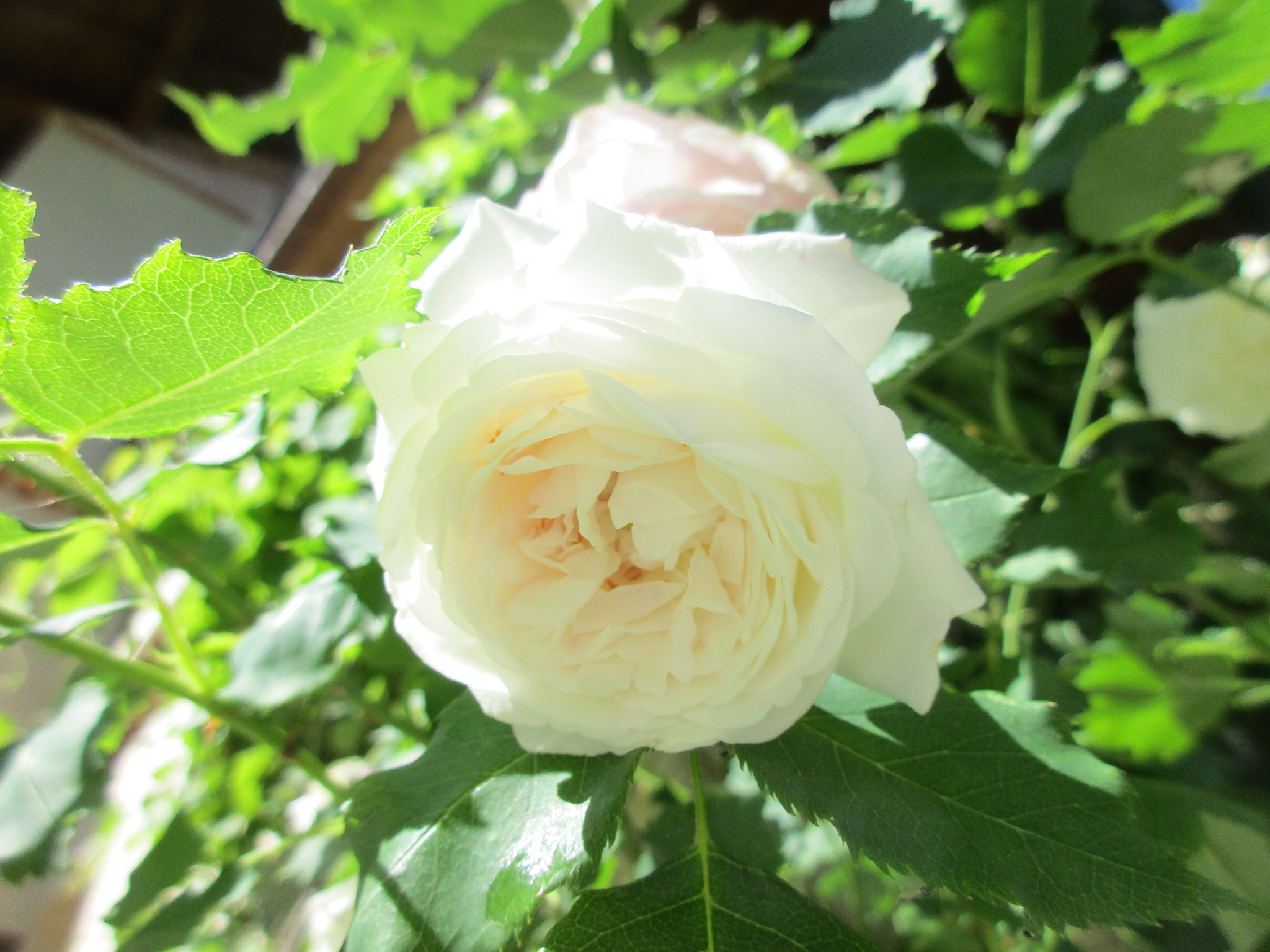
Rose 'Boule de Neige' 1867.
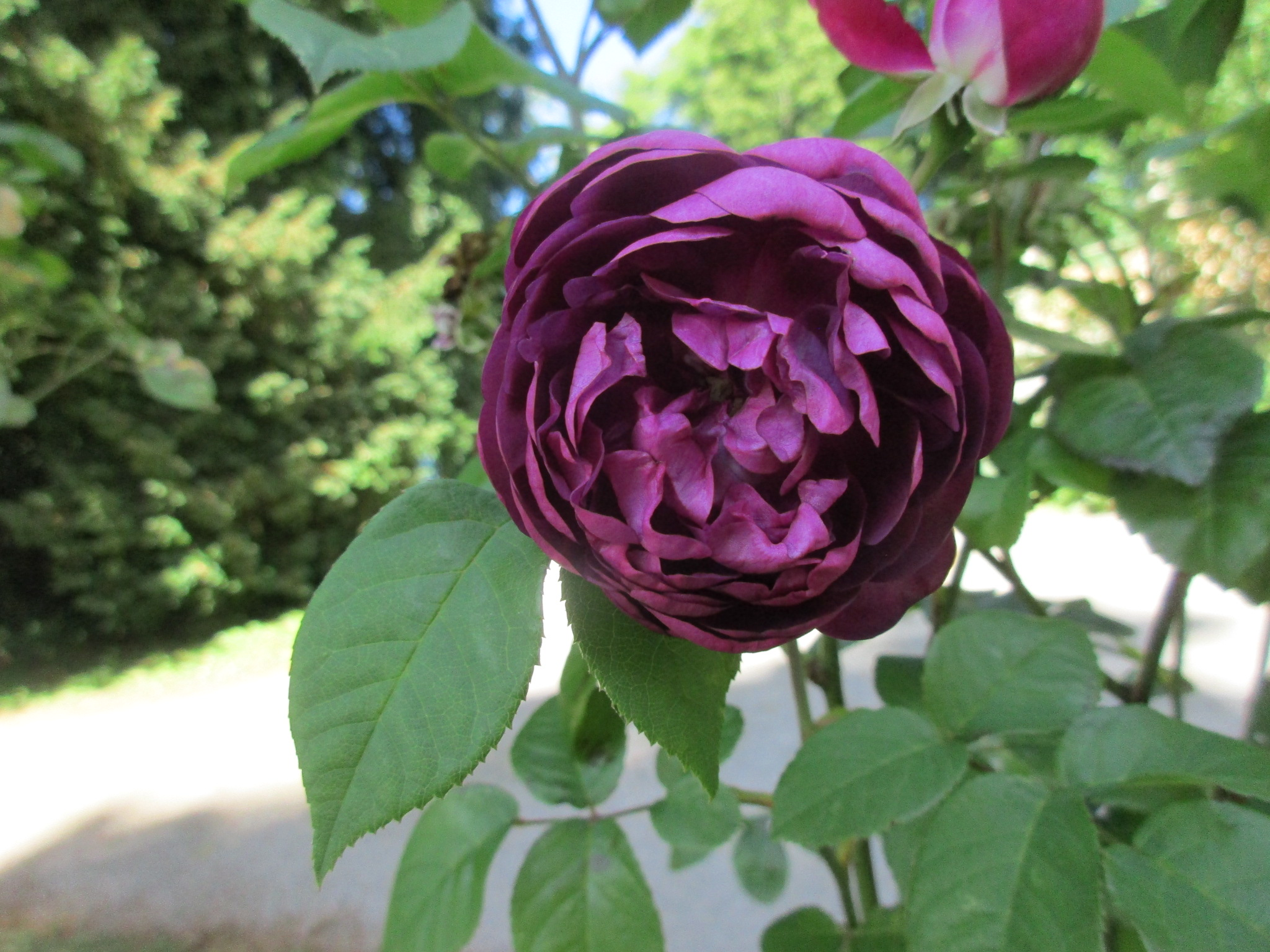
Rosa gallica 'Cardinal de Richelieu' 1840.
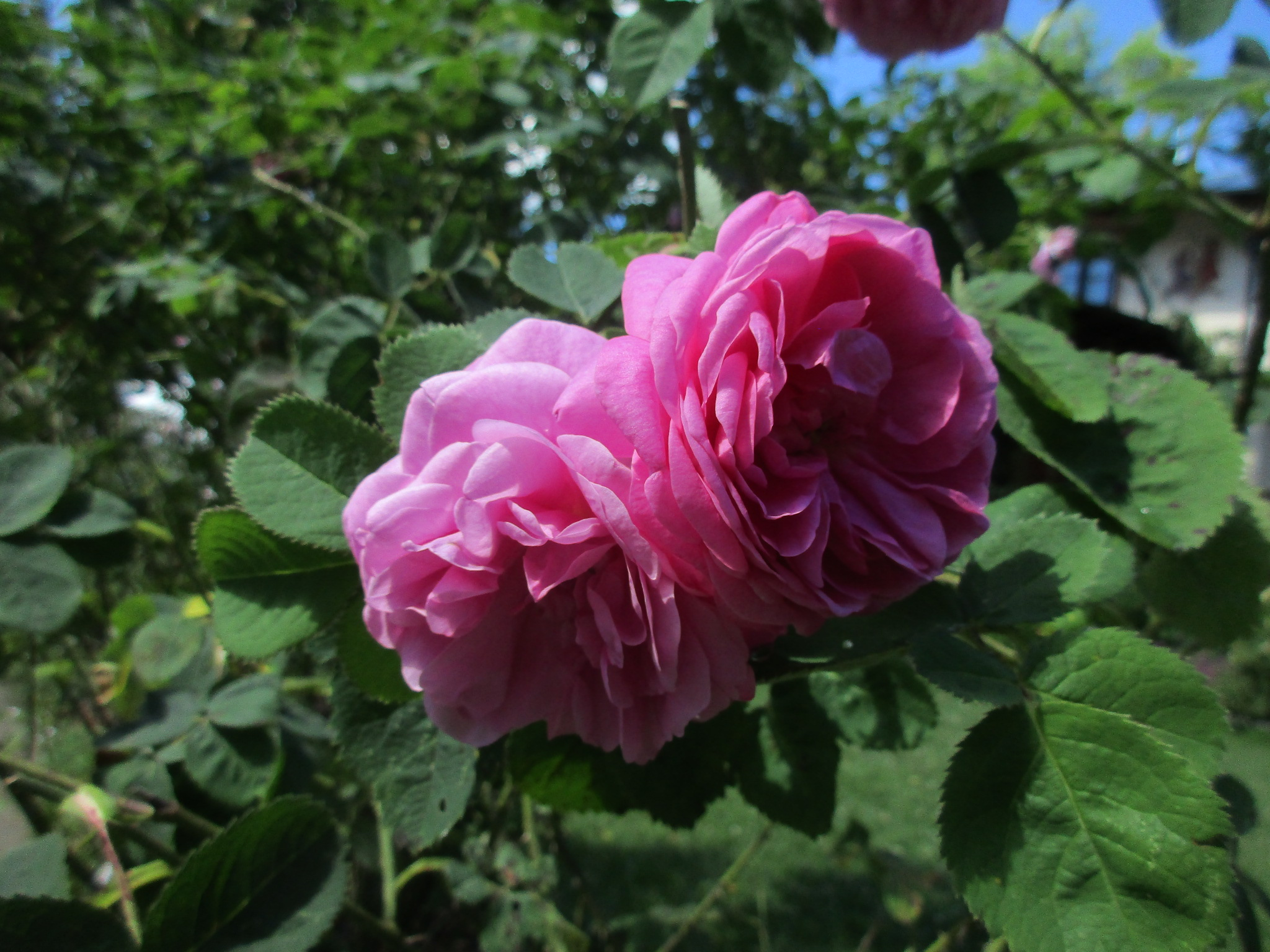
Rosa ×centifolia Cristata 'Chapeau de Napoléon' 1827.

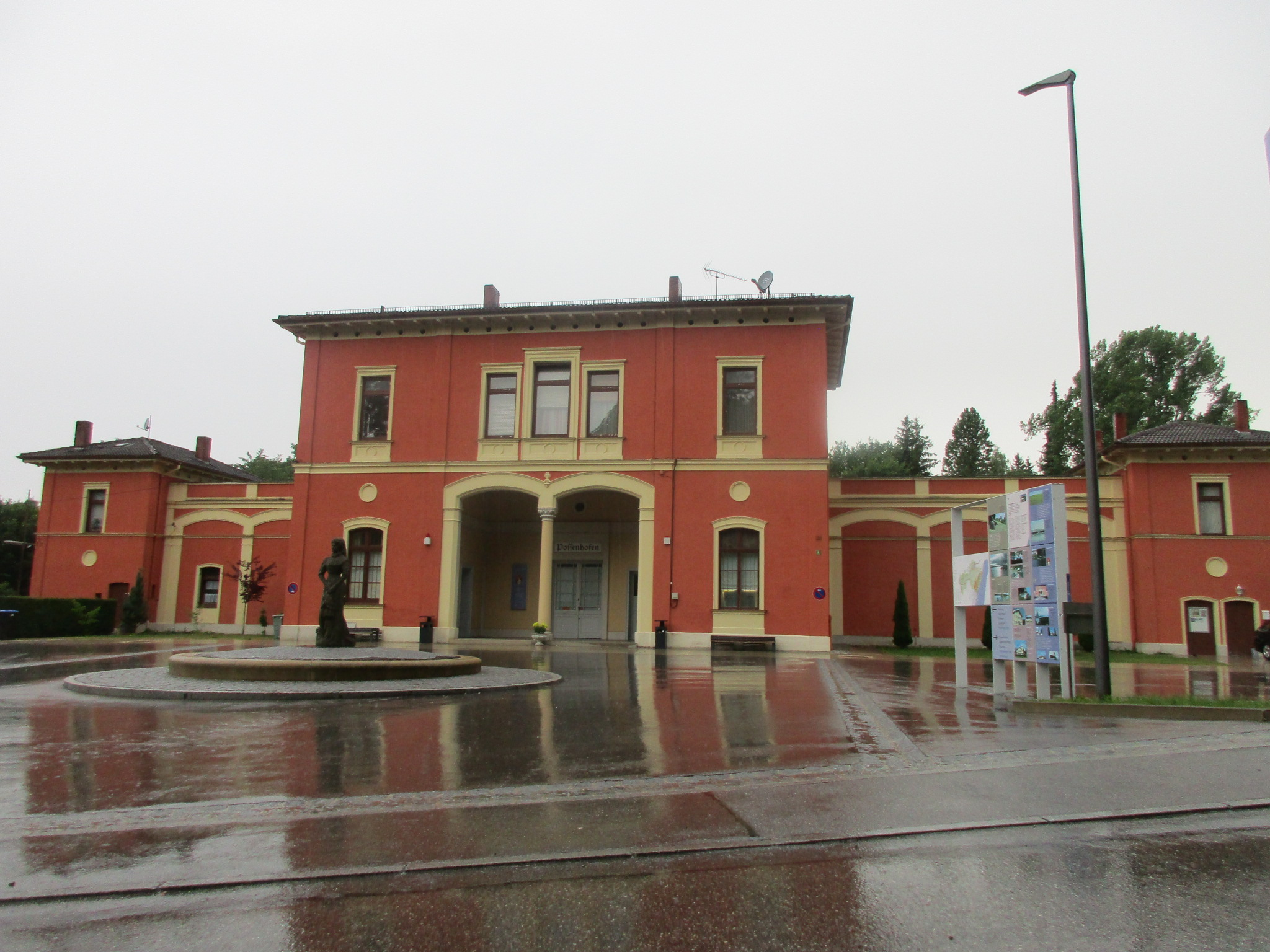
Musée de l'impératrice Élisabeth en Bavière dans l'ancien salon impérial de la gare de Possenhofen.

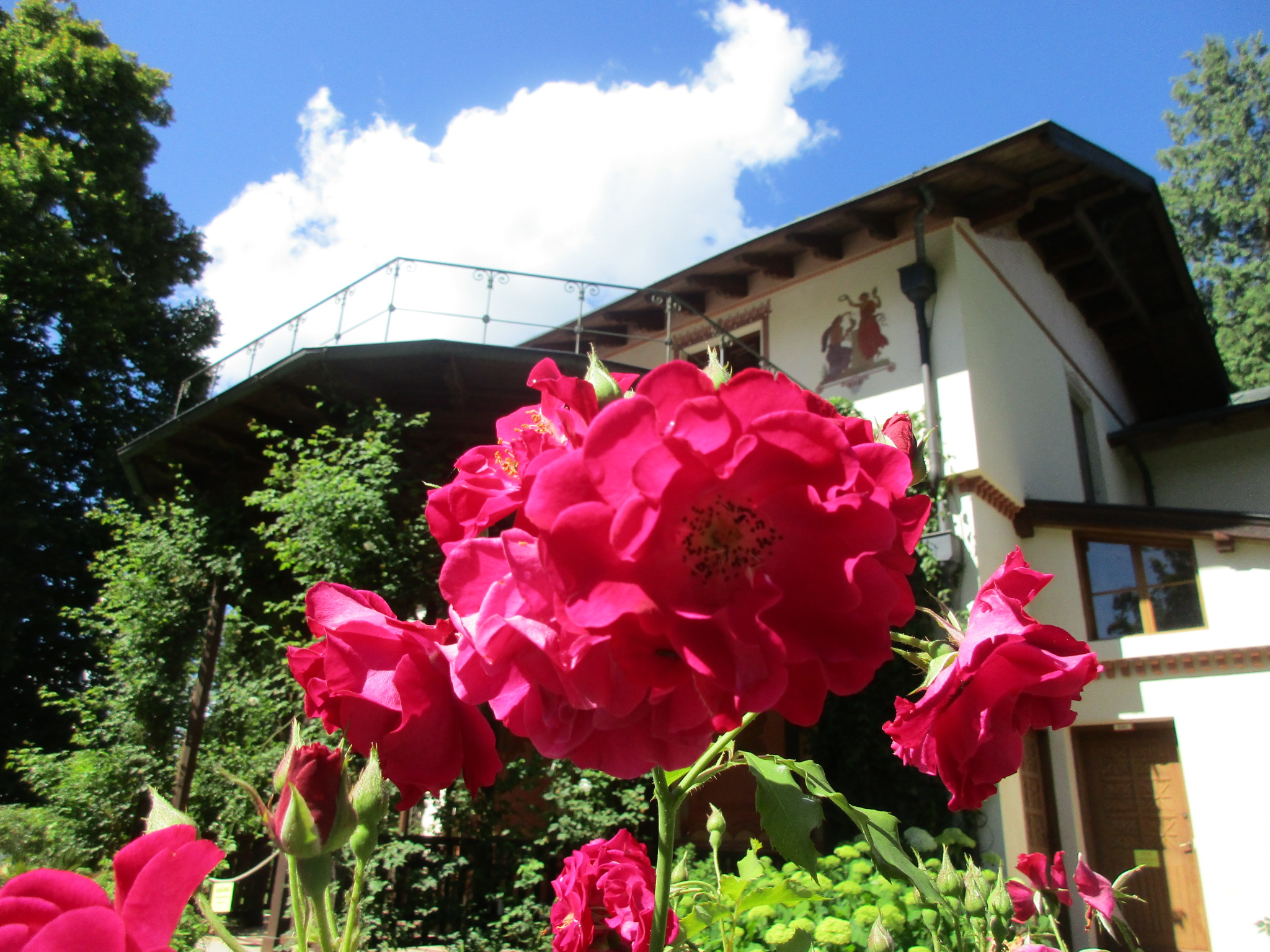
Rose 'Gloire des Rosomanes' 1825.

## Tourisme et musées
À ce jour, l’île arborée, la villa casino et son jardin roseraie, et son petit musée, sont un haut lieu du tourisme bavarois, propriété de l'administration des châteaux, jardins et lacs de l'État bavarois, sur la route du Roi-Louis, ouvert à la visite à la belle saison, avec jusqu'à 4000 touristes mensuels.
Un chemin touristique « Elisabeth Weg » va de :
- l’île Roseninsel (île aux Roses), ou Sissi et son cousin le roi Louis II aimaient se retrouver
- le château de Possenhofen (ou château de Sissi)
- la gare de Possenhofen (avec son musée de l'impératrice Élisabeth en Bavière dans l'ancien salon impérial historique de la gare, construite en 1865 sous le règne du roi Louis II de Bavière, avec exposition d'une collection privée de nombreux objets, photos, cartes postales, documents authentiques..., de l'impératrice, de sa famille, et du roi Louis II.

## Filmographie
- 1972 : Ludwig ou le Crépuscule des dieux, de Luchino Visconti, avec Romy Schneider dans le rôle de Sissi, Helmut Berger dans celui du roi Louis II de Bavière, et Trevor Howard dans celui de Richard Wagner.